# Avelino Antônio Vieira
Avelino Antônio Vieira (Tomazina, 3 de novembro de 1905 -  , 1º de setembro de 1974) foi um banqueiro e político brasileiro, fundador do banco Bamerindus.
Avelino Vieira é o pai do ex-senador da república e ex-ministro das pastas: Indústria, Comércio e Turismo e da Agricultura, Abastecimento e Reforma Agrária, José Eduardo de Andrade Vieira  e da empresária e escritora, Maria Christina de Andrade Vieira.

## Biografia
Nascido no interior do Paraná no ano de 1905, Avelino era filho de Miguel Antônio Vieira e Cecília Bernardina da Silva. Iniciou seus estudos primários em sua cidade natal e fez o secundário na capital paranaense e na sequência retornou ao seio da família, em Tomazina. Na adolescência trabalhou em algumas cidades na região como vendedor e também escriturário em uma seção bancária. Ao completar 18 anos de idade retorna a Curitiba para estudar contabilidade .
Após concluir o curso de contabilidade retorno, novamente, para sua cidade de origem e abriu uma seção bancária, representando alguns bancos.
Em 1929, em plena crise mundial , resolveu fundar, em Tomazina, uma empresa bancária, e para isto associa-se a alguns amigos e cria a Sociedade Cooperativa de Responsabilidade Limitada Banco Popular e Agrícola do Norte do Paraná (BPA). Em 1944 o BPA foi incorporado ao Banco Comercial do Paraná, do qual Avelino tornou-se diretor comercial. Em 1951 assumiu o controle do Banco Meridional da Produção (com apenas quatro agências) e mudou sua razão social para Banco Mercantil e Industrial do Paraná SA. Em abril de 1971 esta denominação foi alterada e assim o Banco Mercantil e Industrial do Paraná SA transformou-se no Banco Bamerindus do Brasil SA, uma das maiores instituições bancárias da América do Sul durante as décadas de 1970 e 1980, entrando em crise e colapso nos anos 1990 .
O poeta Cecim Calixto foi um dos que ajudaram o Bamerindus a tomar as dimensões de “potência bancária”, pois trabalhou por toda a sua vida profissional ao lado de Avelino, sendo gerente e diretor de várias agências e empresas do conglomerado.
Paralelamente a sua carreira empresarial, Avelino ingressou na vida pública no início da década de 1930 quando foi secretário e tesoureiro da Câmara Municipal e em 1933, através do interventor do estado, foi nomeado prefeito de Tomazina.
Em 1947 é eleito deputado estadual para Assembléia Legislativa do Paraná para o biênio 1947 / 1948 e neste ano é um dos deputados integrantes da Comissão Permanente de Finanças e Orçamentos, sendo reeleito para 1949 / 1950.

### Falecimento e homenagens
Avelino Antônio Vieira faleceu no dia 1° de setembro de 1974.
Rua Conselheiro Avelino Antônio Vieira, em Tomazina; Avenida Avelino Vieira, em Wenceslau Braz; Rua Avelino A. Vieira, em Curitiba; Colégio Estadual Avelino Antônio Vieira no bairro Fazendinha, Curitiba e Conjunto Habitacional Avelino Antônio Vieira, em Londrina, são algumas das inúmeras homenagens dos paranaenses ao banqueiro e político que contribuiu para o fortalecimento do estado do Paraná.